# Zwemmen op de Olympische Zomerspelen 1920

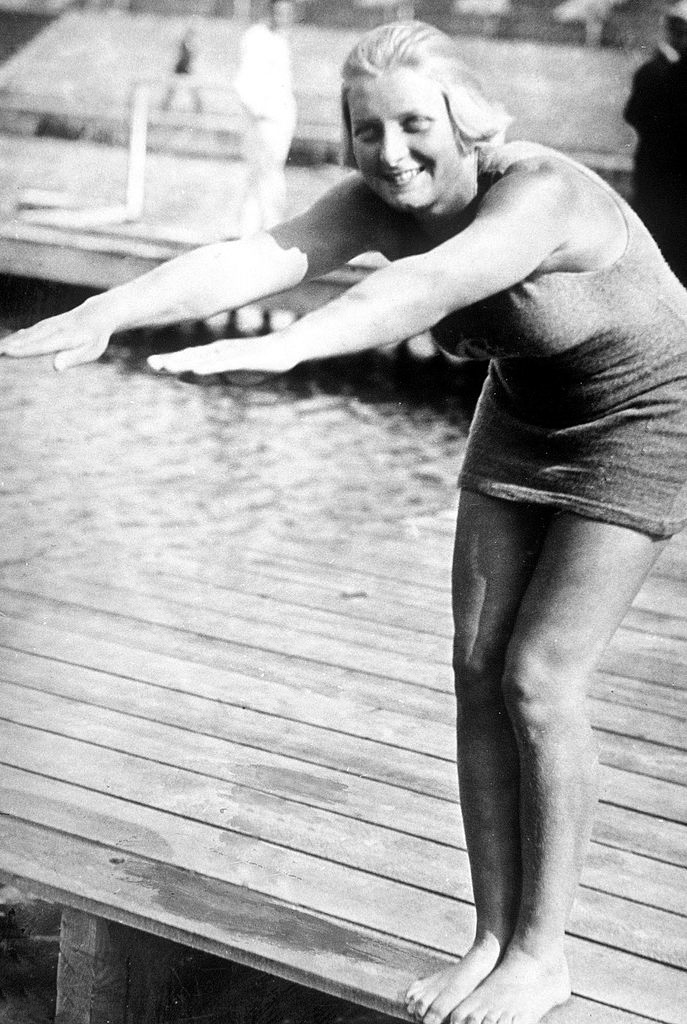
Ethelda Bleibtrey tijdens het zwemmen op de Olympische Zomerspelen in augustus 1920

Zwemmen is een van de sporten die beoefend werden tijdens de Olympische Zomerspelen 1920 in Antwerpen.

## Heren

### 100 m vrije slag
| rang   | sporter          | land | tijd   |
| ------ | ---------------- | ---- | ------ |
| Goud   | Duke Kahanamoku  | USA  | 1:01.4 |
| Zilver | Pua Kela Kealoha | USA  | 1:02.6 |
| Brons  | William Harris   | USA  | 1:03.0 |
| 4      | William Herald   | AUS  | 1:03.8 |

Duke Kahanamoku zwom een WR in de finale, tijd 1:00.4 min, de finale moest worden overgezwommen nadat de Amerikaan Norman Ross wegens hinderen van de Australiër William Herald werd gediskwalificeerd.

### 400 m vrije slag
| rang   | sporter           | land | tijd   |
| ------ | ----------------- | ---- | ------ |
| Goud   | Norman Ross       | USA  | 5:26.8 |
| Zilver | Ludy Langer       | USA  | 5:29.0 |
| Brons  | George Vernot     | CAN  | 5:29.6 |
| 4      | Fred Kahele       | USA  |        |
| —      | Frank Beaurepaire | AUS  | DNF    |

### 1500 m vrije slag
| rang   | sporter           | land | tijd    |
| ------ | ----------------- | ---- | ------- |
| Goud   | Norman Ross       | USA  | 22:23.2 |
| Zilver | George Vernot     | CAN  | 22:36.4 |
| Brons  | Frank Beaurepaire | AUS  | 23:04.0 |
| 4      | Fred Kahele       | USA  | 23:59.1 |
| 5      | Eugene Bolden     | USA  | 24:04.3 |

### 100 m rugslag
| rang   | sporter           | land | tijd   |
| ------ | ----------------- | ---- | ------ |
| Goud   | Warren Kealoha    | USA  | 1:15.2 |
| Zilver | Raymond Kegeris   | USA  | 1:16.8 |
| Brons  | Gérard Blitz      | BEL  | 1:19.0 |
| 4      | Perry McGillivray | USA  | 1:19.4 |
| 5      | Harold Kruger     | USA  |        |

### 200 m schoolslag
| rang   | sporter       | land | tijd   |
| ------ | ------------- | ---- | ------ |
| Goud   | Håkan Malmrot | SWE  | 3:04.4 |
| Zilver | Thor Henning  | SWE  | 3:09.2 |
| Brons  | Arvo Aaltonen | FIN  | 3:12.2 |
| 4      | Jack Howell   | USA  |        |
| 5      | Ivan Stedman  | AUS  |        |
| —      | Per Cederblom | SWE  | DNF    |

### 400 m schoolslag
| rang   | sporter       | land | tijd   |
| ------ | ------------- | ---- | ------ |
| Goud   | Håkan Malmrot | SWE  | 6:31.8 |
| Zilver | Thor Henning  | SWE  | 6:45.2 |
| Brons  | Arvo Aaltonen | FIN  | 6:48.0 |
| 4      | Jack Howell   | USA  | 6:51.0 |
| 5      | Per Cederblom | SWE  | 7:08.0 |

### 4x200 m vrije slag
| rang   | sporters                                                           | land | tijd       |
| ------ | ------------------------------------------------------------------ | ---- | ---------- |
| Goud   | Perry McGillivray Pua Kela Kealoha Norman Ross Duke Kahanamoku     | USA  | WR 10:04.4 |
| Zilver | Henry Hay William Herald Ivan Stedman Frank Beaurepaire            | AUS  | 10:25.4    |
| Brons  | Leslie Savage Edward Percival Peter Henry Taylor Harold Annison    | GBR  | 10:37.2    |
| 4      | Robert Andersson Frans Möller Orvar Trolle Arne Borg               | SWE  | 10:50.2    |
| 5      | Mario Massa Agostino Frassinetti Antonio Quarantotto Gilio Bisagno | ITA  |            |

## Dames

### 100 m vrije slag
| rang   | sporter           | land | tijd      |
| ------ | ----------------- | ---- | --------- |
| Goud   | Ethelda Bleibtrey | USA  | WR 1:13.6 |
| Zilver | Irene Guest       | USA  | 1:17.0    |
| Brons  | Frances Schroth   | USA  | 1:17.2    |
| 4      | Constance Jeans   | GBR  | 1:22.8    |
| 5      | Violet Walrond    | NZL  |           |
| 6      | Jane Gylling      | SWE  |           |
| —      | Charlotte Boyle   | USA  | DNF       |

### 300 m vrije slag
| rang   | sporter             | land | tijd      |
| ------ | ------------------- | ---- | --------- |
| Goud   | Ethelda Bleibtrey   | USA  | WR 4:34.0 |
| Zilver | Margaret Woodbridge | USA  | 4:42.8    |
| Brons  | Frances Schroth     | USA  | 4:52.0    |
| 4      | Constance Jeans     | GBR  | 4:52.4    |
| 5      | Eleanor Uhl         | USA  |           |
| 6      | Jane Gylling        | SWE  |           |
| 7      | Violet Walrond      | NZL  |           |

### 4x100 m vrije slag
| rang   | sporters                                                          | land | tijd      |
| ------ | ----------------------------------------------------------------- | ---- | --------- |
| Goud   | Margaret Woodbridge Frances Schroth Irene Guest Ethelda Bleibtrey | USA  | WR 5:11.6 |
| Zilver | Hilda James Constance Jeans Charlotte Radcliffe Grace MacKenzie   | GBR  | 5:40.8    |
| Brons  | Aina Berg Emy Machnow Carin Nilsson Jane Gylling                  | SWE  | 5:43.6    |

## Medaillespiegel
| rang   | land             | goud | zilver | brons | totaal |
| ------ | ---------------- | ---- | ------ | ----- | ------ |
| 1      | Verenigde Staten | 8    | 5      | 3     | 16     |
| 2      | Zweden           | 2    | 2      | 1     | 5      |
| 3      | Australië        | 0    | 1      | 1     | 2      |
| 3      | Canada           | 0    | 1      | 1     | 2      |
| 3      | Groot-Brittannië | 0    | 1      | 1     | 2      |
| 6      | Finland          | 0    | 0      | 2     | 2      |
| 7      | België           | 0    | 0      | 1     | 1      |
| totaal | totaal           | 10   | 10     | 10    | 30     |